# Lucy Pinder
Lucy Katherine Pinder (født 20. december 1983 i Winchester) er en engelsk model og skuespillerinde. Hun brød igennem i 2003 efter at være blevet opdaget af en freelancefotograf på Bournemouth Beach og har optrådt i  publikationer som FHM, Nuts, Loaded og Daily Star.
Pinder viste sig for første gang topløs i bladet Nuts i 2007, og samme år erklærede det australske blad Ralph, at hun havde de "bedste bryster i verden". 
Pinder har optrådt på FHM's liste over de "100 mest sexede kvinder i verden" i 2007 (som nummer 92), i 2006 (nummer 35), i 2005 (nummer 16), og i 2010 var hun leder af Bennetts Babe trup. Pinder stod for en ugentlig rådgivningsklumme i Nuts med titlen "The Truth About Women".